# Jeune Afrique
'Jeune Afrique' is een pan-Afrikaans maandblad, uitgegeven in Parijs door Jeune Afrique Media Group.
De krant werd in 1960 opgericht door de Frans-Tunesiër Béchir Ben Yahmed en brengt verslag uit over Afrikaans nieuws en politieke en economische kwesties op het continent.
Verschillende bekende journalisten en auteurs zoals Frantz Fanon, Kateb Yacine, Amin Maalouf, Leïla Slimani en Jean Daniel begonnen hun carrière of werkten voor Jeune Afrique.
Jeune Afrique is één van de belangrijkste panafrikaanse tijdschriften, in termen van oplage en impact; en een referentiebron voor de media in Franstalig Afrika. Toch wordt het soms bekritiseerd omdat het dicht bij bepaalde Afrikaanse leiders zou staan.
Jeune Afrique is eigendom van de broers Marwane Ben Yahmed en Amir Ben Yahmed en van Ivoriaanse zakenlieden.

## Geschiedenis
Op 17 oktober 1960 lanceerde Béchir Ben Yahmed, destijds minister van Informatie onder de Tunesische president Habib Bourguiba, in Tunis het tijdschrift Afrique Action. De Tunesische regering ergerde zich echter aan de onafhankelijke koers van het blad, waarop de redactie in mei 1962 uitweek naar Rome, en vervolgens Parijs. Het blad werd toen omgedoopt tot Jeune Afrique.
Het blad verscheen lange tijd wekelijks, maar sinds 2020 verschijnt de papieren editie maandelijks. De website wordt dagelijks bijgewerkt.